# SM-sarja 1943/44
Die Saison 1943/44 sollte die 14. Spielzeit der höchsten finnischen Eishockeyspielklasse, der SM-sarja, werden. Kriegsbedingt wurde die laufende Saison jedoch abgebrochen, sodass kein Meistertitel vergeben wurde.

## Modus
In der Hauptrunde sollte jede der acht Mannschaften insgesamt sieben Spiele absolvieren. Der Erstplatzierte der Hauptrunde wäre Meister geworden, wäre die Spielzeit nicht aufgrund des Krieges abgebrochen worden. Für einen Sieg erhielt jede Mannschaft zwei Punkte, bei einem Unentschieden gab es einen Punkt und bei einer Niederlage null Punkte.

## Hauptrunde
|    | Klub              | Sp | S | U | N | Punkte | T  | GT |
| -- | ----------------- | -- | - | - | - | ------ | -- | -- |
| 1. | Turun Palloseura  | 7  | 5 | 1 | 1 | 11     | 29 | 8  |
| 2. | Tarmo Hämeenlinna | 7  | 4 | 1 | 2 | 9      | 22 | 18 |
| 3. | Ilves Tampere     | 5  | 3 | 2 | 8 | 8      | 27 | 3  |
| 4. | HJK Helsinki      | 4  | 1 | 2 | 1 | 4      | 6  | 11 |
| 5. | KIF Helsinki      | 3  | 1 | 1 | 1 | 3      | 7  | 8  |
| 6. | HSK Helsinki      | 4  | 1 | 0 | 3 | 2      | 4  | 21 |
| 7. | Karhu-Kissat      | 5  | 0 | 1 | 3 | 1      | 6  | 22 |
| 8. | TBK Tampere       | 5  | 0 | 0 | 4 | 0      | 1  | 11 |

Sp = Spiele, S = Siege, U = Unentschieden, N = Niederlagen